# Seututie 756
Pour les articles homonymes, voir Route 756.
La route régionale 756 (finnois : Seututie 756) est une route régionale à Kokkola en Finlande,,.

## Présentation
La seututie 685 est une route régionale d'Ostrobotnie centrale.
Elle relie la valtatie 8 à la zone industrielle d'Ykspihlaja et au port de Kokkola.